# Terry George
Terry George (Belfast, 20 dicembre 1952) è un regista e sceneggiatore britannico, candidato al Premio Oscar per la sceneggiatura di Hotel Rwanda, e vincitore del Premio Oscar nel 2012 per il miglior cortometraggio con il film The Shore.

## Biografia
Negli anni settanta fu incarcerato perché sospettato di essere legato ad ambienti repubblicani nord-irlandesi.
Gran parte dei suoi lavori raccontano dei problemi dell'Irlanda del nord.

### Carriera
Associatosi con l'Irish Republican Socialist Party (braccio politico dell'INLA); fu arrestato nel 1975 e condannato a sei anni di prigione e rilasciato nel 1978 per buona condotta. Nel 1981 si trasferisce a New York. Nel 1985 fa il suo debutto in America con il lavoro teatrale "The Tunnel", un dramma basato sulla sua prigionia a Belfast. Nello stesso anno ha la sua prima collaborazione con Jim Sheridan. Nel 1993 come sceneggiatore e aiuto regista con Nel nome del padre. La sceneggiatura è scritta assieme a Jim Sheridan, che è anche il regista del film. L'interprete principale è Daniel Day-Lewis.
Nel 1996 scrive e dirige il film Una scelta d'amore (titolo originale Some mother's son) con Helen Mirren, Fionnula Flanagan, Aidan Gillen e David O'Hara (anche questo film richiama il passato di George dato che tratta dello sciopero della fame dei detenuti repubblicani nel carcere di Maze, nella località nordirlandese di Long Kesh, visto con gli occhi di due madri, la Mirren e la Flanagan). Nel 2002 scrive con Billy Ray la sceneggiatura di Sotto corte marziale, un film con Bruce Willis sulla II guerra mondiale. Nel 2004 dirige, produce e scrive con Keir Pearson il film Hotel Rwanda, con Don Cheadle e Sophie Okonedo. Nel 2007 riceve per il film Reservation Road il 'Premio Imaghia 2007 ai Film che fanno bene, Festa del Cinema di Roma 2007 min.

### Vita privata
Si è sposato con la scrittrice Margaret Higgins con cui ha avuto una figlia, Oorlagh, e un figlio, Seamus. Lui e la sua famiglia dividono il loro tempo tra County Down, Irlanda del Nord e Long Island, New York.
Ha rischiato l'estradizione dagli Stati Uniti ma la lobby Irlandese-americana ha esercitato molte pressioni ed è riuscito a restare. La moglie ha acquisito la cittadinanza americana e il loro figlio è cittadino americano per nascita.

## Filmografia

### Regista
- Una scelta d'amore (Some Mother's Son, 1996)
- La guerra dei bugiardi (A Bright Shining Lie, 1998) - Film TV
- Hotel Rwanda (2004)
- Reservation Road (2007)
- The Promise (2016)

### Sceneggiatore
- Nel nome del padre, regìa di Jim Sheridan (In the Name of the Father, 1993)
- Una scelta d'amore, regìa di Terry George (Some Mother's Son, 1996)
- The Boxer, regìa di Jim Sheridan (1997)
- Sotto corte marziale, regìa di Gregory Hoblit (Hart's War, 2002)
- Hotel Rwanda, regìa di Terry George (2004)
- Reservation Road, regìa di Terry George (2007)
- The Promise, regìa di Terry George (2016)